# Ball Range
Die Ball Range ist ein Gebirge an der nordamerikanischen kontinentalen Wasserscheide zwischen dem Vermilion Pass und dem Red Earth Pass im Kootenay-Nationalpark in Kanada. Die Bergkette liegt in der Southern Continental Ranges der kanadischen Rocky Mountains. Es erstreckt sich über eine Fläche von 465 km² und hat von Nord nach Süd eine Breite von 35 km und von Ost nach West von 26 km. Nach Westen und Norden begrenzt der British Columbia Highway 93 ungefähr die Bergkette.
Der höchste Punkt des Gebirges ist der Mount Ball mit einer Höhe von 3311 m.
Das Gebirge ist nach John Ball benannt, einem Politiker der half, die Finanzierung für die Palliser-Expedition zu sichern.

## Gipfel
Das Gebirge enthält folgende Berge und Gipfel:
| Berg/Gipfel     | Höhe in Metern |
| --------------- | -------------- |
| Mount Ball      | 3311           |
| Stanley Peak    | 3155           |
| Beatrice Peak   | 3125           |
| Storm Mountain  | 3158           |
| Isabelle Peak   | 2926           |
| Haiduk Peak     | 2920           |
| Scarab Peak     | 2918           |
| The Monarch     | 2895           |
| Copper Mountain | 2795           |